# Cymatogramma artacaena
Cymatogramma artacaena är en fjärilsart som beskrevs av William Chapman Hewitson 1869. Cymatogramma artacaena ingår i släktet Cymatogramma och familjen praktfjärilar. Inga underarter finns listade i Catalogue of Life.